# Da Mula
I Da Mula furono una famiglia patrizia veneziana, annoverata fra le cosiddette Case Nuove.

## Storia
Secondo la leggenda, i Mula sarebbero stati discendenti di Amulio, re degli Albani.
Giunti in laguna assieme ai primi fondatori di Venezia, i Mula avrebbero dato alcuni tribuni. Presenti in Maggior Consiglio prima della Serrata, vi rimasero anche dopo il 1297 e fino alla conquista napoleonica, avvenuta esattamente cinquecento anni dopo (1797).
All'avvento degli austriaci in Veneto, i Mula furono riconosciuti nobili con Sovrana Risoluzione del 18 dicembre 1817 ed elevati al rango di conti dell'Impero d'Austria il 17 marzo 1821.

## Membri illustri
- Marco Antonio Da Mula (1506 - 1572), cardinale e diplomatico veneziano

## Luoghi e architetture
Palazzi
- Palazzo Da Mula, a Murano
- Palazzo Da Mula Morosini, a Dorsoduro

Ville
- Villa Da Mula, a Romanziol di Noventa di Piave
- Villa Da Mula Mora Sernagiotto, a Zenson di Piave